# ولسوالی خواجه دوکوه
ولسوالی خواجه دوکوه به مرکزیت شهر خواجه دوکوه یکی از ولسوالی‌های ولایت جوزجان در شمال افغانستان است. جمعیت آن در سال ٢٠٢٠ میلادی، ٣٠٤٢٤ نفر اعلام شده‌است.
ولسوالی خواجه دوکوه در ۳۱ کیلومتری شمال غرب شهر شبرغان موقعیت دارد. در شمال و شمال غرب، با ولسوالی های خم‌آب و ولسوالی خان چارباغ، در جنوب با شهر شبرغان، در شرق با ولسوالی منگجک و در غرب با ولسوالی اندخوی هم سرحد است و مردم آن همه ازبیک بوده و سر زمین پراخ و حاصلخیزی است که در افغانستان کم نظیر و زادگاه مارشال عبدالرشید دوستم می باشد.